# 1894 en rugby à XV
Cette page présente les faits marquants de l'année 1894 en rugby à XV : les principales compétitions et évènements liés au rugby à XV et rugby à sept ainsi que les naissances et décès de grandes personnalités de ce sport.

## Principales compétitions
- Currie Cup (du ???? 1893 au ???? 1894)
- Championnat de France (du ???? 1893 au 18 mars 1894)
- Tournoi britannique (du 6 janvier au 17 mars 1894)

## Événements

### Janvier
- 6 janvier : l'Angleterre bat largement le pays de Galles 24 à 3[1].

Les Gallois Arthur Gould et Frank Hill ne s'entendent pas sur des considérations tactiques en mêlée lors de cette rencontre. Gould demande avant la rencontre que le ballon sorte rapidement des regroupements vers les lignes arrière, pour leur permettre de se porter rapidement vers les lignes anglaises. Hill décide que ce n'est pas la bonne solution et se concentre sur l'effort en mêlée, en dépit de la volonté de Jim Hannan, qui tente en vain de suivre les désirs de son capitaine.

### Février
- 3 février : l'Angleterre est battue chez elle à Blackheath par les Irlandais sur le score de 7 à 5. Dans le même temps, le pays de Galles remporte son deuxième match 7 à 0 contre les Écosse à Newport.
- 24 février : l'Irlande dispose de l'Écosse à Dublin sur le score de 5 à 0.

### Mars
- 10 mars : l'Irlande bat le pays de Galles à Belfast sur le score de 3 à 0. Avec cette troisième victoire en autant de rencontre, les Irlandais remportent le Tournoi ainsi que la Triple Couronne avant même le dernier match de la compétition. C'est la première victoire de l'Irlande dans la compétition.
- 17 mars : l'Écosse domine l'Angleterre à Édimbourg sur le score de 6 à 0.
- 18 mars : la finale du championnat de France (USFSA) est remportée par le Stade français qui s’impose face à l’Inter Nos sur le score de 18 à 0 (six essais marqués).

### Juin
- ? juin : le Yorkshire est champion des comtés anglais.
- ? juin : la Western Province remporte le championnat d'Afrique du Sud des provinces, la Currie Cup.